# Serbinów (Tarnobrzeg)
Serbinów – jedno z największych osiedli mieszkaniowych Tarnobrzega znajdujące się w centralnej części miasta, zamieszkane przez ponad 13 tys. mieszkańców. Graniczy z osiedlami: Bogdanówka, Dzików, Piastów, Centrum, Mokrzyszów, Wystawa.

## Nazwa
Nazwa nie ma uzasadnienia historycznego i została wybrana w latach 70. XX wieku przez administrację miasta i spółdzielni mieszkaniowej. Nazwę nadano pod wpływem cieszącego się popularnością serialu Noce i dnie i skojarzeń z błotnistym Serbinowem.

## Granice Serbinowa
Granice osiedla wyznaczają ulice Kazimierza Wielkiego, Kwiatkowskiego, Sienkiewicza, Sikorskiego. Pozostałe ulice Serbinowa: Matejki, Jędrusiów, Garażowa, Dąbrowskiej, Zwierzyniecka, Orzeszkowej, Konstytucji 3 Maja, Kossaka, Prusa. Bardzo często mianem Serbinów określane są inne okoliczne osiedla (szczególnie Bogdanówka i Piastów), gdyż zasięg Serbinowa bywa utożsamiany z parafią Matki Bożej Nieustającej Pomocy, rejonizacją Szkoły Podstawowej nr 10 czy urzędu pocztowego. Na niektórych zestawieniach Serbinów tak utożsamiany osiąga liczbę mieszkańców ponad 14 000. Serbinów uznawany jest czasem za dzielnicę Tarnobrzega, a wtedy Bogdanówka i Piastów byłyby jego osiedlami. Nie ma to jednak żadnego uzasadnienia administracyjnego ani historycznego. Sama odrębność Bogdanówki jako osobnego osiedla też jest kwestionowana. Nie występuje w podziale Tarnobrzeskiej Spółdzielni Mieszkaniowej ani nie jest wykazana jej odrębność w żadnym statystycznym zestawieniu. Jest raczej wyrazem chęci odróżnienia się mieszkańców końcowej części ulicy Zwierzynieckiej, dla podkreślenia, że bloki budowane tam były już w latach 90. XX wieku, podczas gdy Serbinów to budownictwo czasów PRL.

### Administracyjny Serbinów
Na mocy uchwały Rady Miasta Tarnobrzega z 23 stycznia 1991 r. podzielono miasto na 13 osiedli będących jednostkami pomocniczymi w gminie. Serbinów zdefiniowany w tej uchwale obejmuje kwadrat wzdłuż: ul. Sienkiewicza, ul. Sikorskiego, ul. Kazimierza Wielkiego, ul. Królowej Jadwigi, torów kolejowych. Odrębnością wykazuje się tutaj Piastów, natomiast Bogdanówka i Zwierzyniec są częścią Serbinowa. Należy podkreślić, że osiedla są tylko jednostkami pomocniczymi ustalonymi na potrzeby władz samorządowych. Ich liczba i granice są zmienne i nie oddają zwyczajowego ani nawet historycznego nazewnictwa. O ile często utożsamia się Bogdanówkę z Serbinowem, tak rzadkością jest utożsamianie Zwierzyńca z Serbinowem.

## Zabudowa

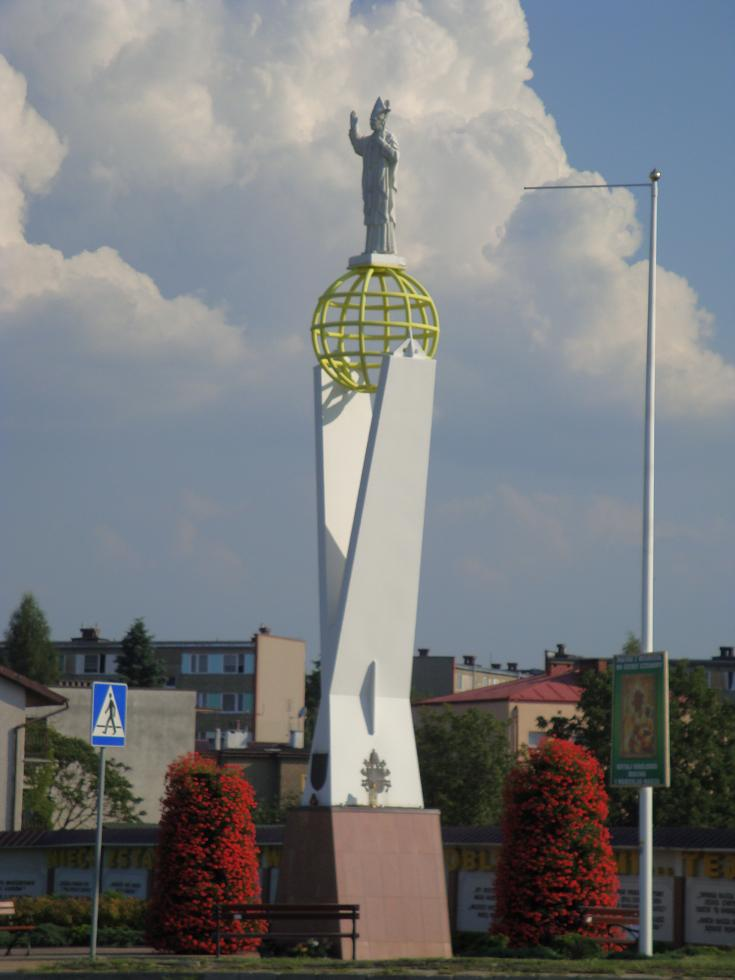
Kontrowersyjny pomnik papieża Jana Pawła II, skrzyżowanie ulic Kazimierza Wielkiego i Warszawskiej. W tle zabudowa jednorodzinna ulicy Jędrusiów. W oddali bloki przy ulicy Konstytucji 3 Maja.

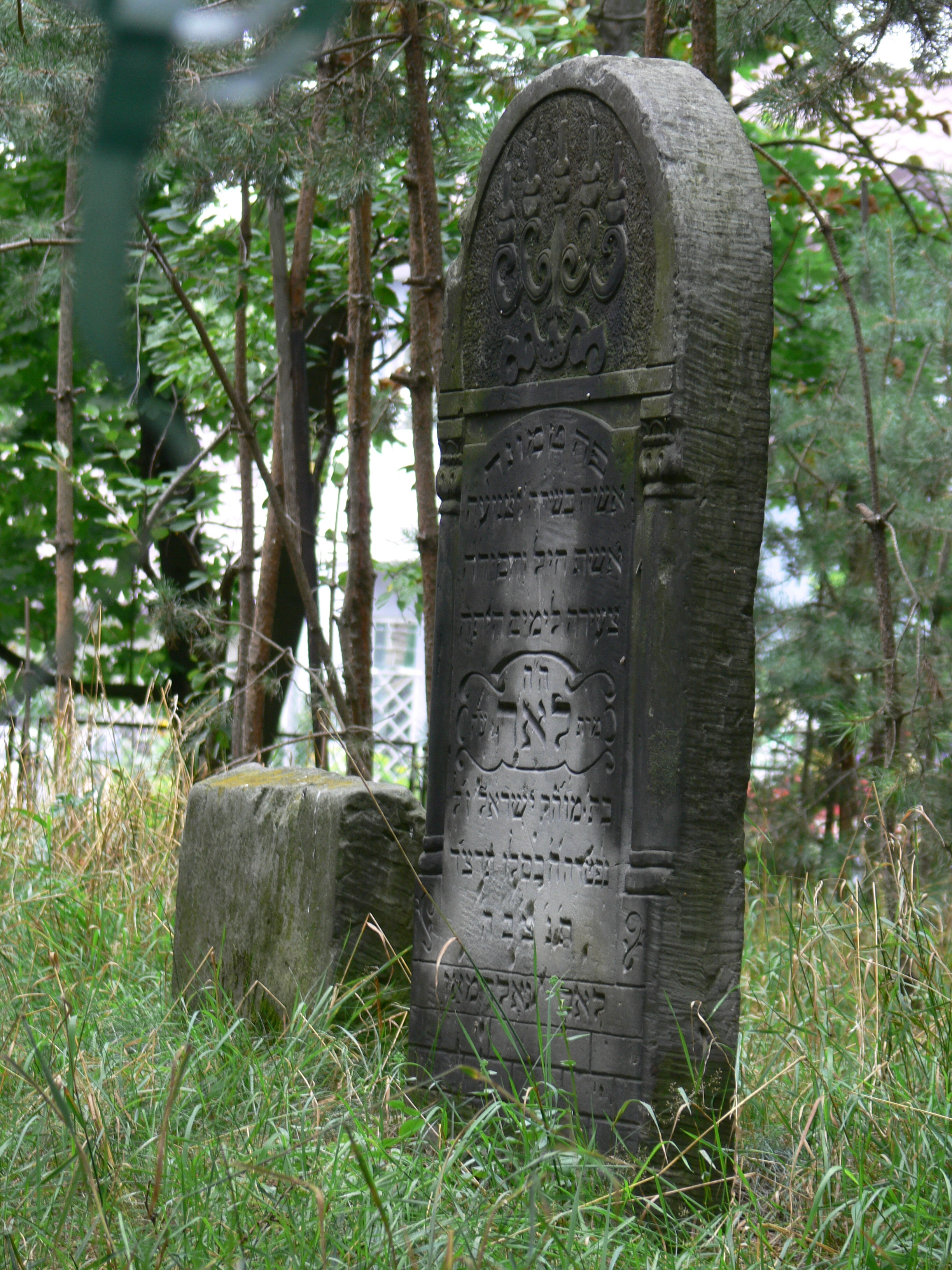
Nieliczne pozostałości po dawnym cmentarzu żydowskim

Na terenie osiedla znajdują się w większości wielkopłytowe bloki budowane głównie w latach 70. i 80. XX wieku, wieżowce 9 piętrowe z lat 90., a także nieliczne domy jednorodzinne. W 1979 r. powstał drewniany kościół. W 1980 r. erygowano parafię rzymskokatolicką pw. Matki Bożej Nieustającej Pomocy. W 1981 r. rozpoczęto budowę kościoła parafialnego, a zakończono ją 1 września 1984 r. W latach 80. rozpoczęto budowę Szkoły Podstawowej nr 10, oddaną do użytku w 1986 r. W 1985 r. utworzone Przedszkole nr 17. W 2001 r. przy kościele powstało niepubliczne Hospicjum im. św. Ojca Pio. W latach 90. XX wieku wybudowano ogromny gmach banku, z siedzibą Banku PKO BP S.A. oraz Banku Pekao S.A. Na terenie osiedla znajduje się także: cmentarz żydowski, klub osiedlowy Tarnobrzeskiej Spółdzielni Mieszkaniowej, biblioteka osiedlowa, biblioteka parafialna, Tarnobrzeska Agencja Rozwoju Regionalnego, Regionalny Ośrodek Europejskiego Funduszu Społecznego, Specjalistyczna Poradnia Profilaktyczno-Terapeutyczna, Stowarzyszenie „Karan” – Katolicki Ruch Antynarkotykowy, przychodnia rejonowa, Miejska Telewizja Tarnobrzeg (w bloku przy ul. Sienkiewicza). Na terenie osiedla wybudowano pomniki i figury: Serca Jezusowego (1997), księdza Jerzego Popiełuszki, Jezusa Zmartwychwstałego (2001), Jana Pawła II (2005). W 2010 r. odsłonięto pomnik profesora Stanisława Pawłowskiego. Jedną z nielicznych atrakcji turystycznych Serbinowa jest dawny cmentarz żydowski z zabytkowym Ohelem.

### Problemy infrastrukturalne
Jednym z największych współcześnie problemów zabudowy Serbinowa jest termoizolacja budynków, stworzenie tkanki mieszkaniowej, miejskiej (kulturalno-oświatowej), zagospodarowanie wolnych terenów. Zauważalne są niedostatki w prawie wszystkich dziedzinach życia społecznego i kulturalnego. Do lat 90. XX wieku głównym (jedynym) punktem handlowo-usługowym był sklep „Jędruś” (ul. Orzeszkowej). Upadek komunizmu, wolny rynek doprowadziły do powstania nowych punktów handlowych, lecz były to w większości sklepy / supermarkety spożywcze (największe Intermarché, Lidl, oba otwarte w 2009). Wśród usług finansowych zauważalny jest deficyt nie tylko banków (na obrzeżu osiedla istnieje jeden oddział Banku PKO BP), ale również bankomatów. Brakuje prawdziwej galerii handlowej oraz ośrodków kultury. Prawie całe życie miasta skupione jest wokół placu Bartosza Głowackiego i Placu Piłsudskiego. Serbinów – mimo iż z największą liczbą ludności w Tarnobrzegu i stosunkowo dużą powierzchnią – spełnia tylko funkcję sypialni. Wszystkie inwestycje miasta i spółdzielni mieszkaniowej ograniczyły się do niezbędnego minimum (szkoła podstawowa, poczta, przychodnia). Inwestycje miasta ograniczają się do remontu chodników, a TSM do ocieplania budynków. Również sektor prywatny, a co za tym idzie inwestycje bezpośrednie, nie uważają Serbinowa za atrakcyjną lokalizację.

## Komunikacja
Osiedle oddalone jest od głównego placu Tarnobrzega – Placu Bartosza Głowackiego, w najodleglejszym punkcie o ok. maksymalnie 2–3 km. Głównym wykorzystywanym środkiem komunikacji miejskiej jest linia autobusowa „B” (przystanki przy ulicy Sienkiewicza, Dąbrowskiej, Zwierzynieckiej, kursuje co pół godziny w dni powszednie), obsługiwana przez MKS Tarnobrzeg. Komunikację z Sandomierzem i północnymi częściami miasta zapewnia linia nr 11 (przystanki przy ulicy Sikorskiego).
Pozostałe linie kursują znacznie rzadziej i nie spełniają znaczącej funkcji komunikacyjnej (kursy są tylko kilka razy na dzień):
- Z Machowem, Sielcem, Zakrzowem i Sobowem łączy linia nr 9 (przystanki przy ulicy Kwiatkowskiego, Zwierzynieckiej i Kazimierza Wielkiego).
- Między Dworcem PKS a Sobowem kursuje linia nr 14 (przystanek przy ulicy Zwierzynieckiej).
- Do Mokrzyszowa, Ocic i Miechocina kursuje linia nr 2 (przystanek przy ulicy Zwierzynieckiej).
- Do Chmielowa, Cygan, Miechocina i Ocic odjeżdża linia nr 1 (przystanek przy ulicy Zwierzynieckiej i Kwiatkowskiego).
- Z Ocicami i Mokrzyszowem łączy linia nr 3 (przystanek przy ulicy Sienkiewicza).
- Do Machowa i Nagnajowa odjeżdża linia nr 12 (przystanek przy ulicy Zwierzynieckiej).
- Do Machowa i Chmielowa kursuje linia nr 7 (przystanek przy ulicy Kazimierza Wielkiego i Dąbrowskiej, kurs raz dziennie).
- Z Podłęża i osiedla Dzików na Dworzec PKS kursuje linia nr A (przystanki na Kazimierza Wielkiego i Dąbrowskiej, kurs raz dziennie).

## Kultura
Życie kulturalne mieszkańców skupione jest głównie w parafii katolickiej oraz w Klubie Osiedlowym „Serbinów”. W lipcu i sierpniu w kościele Matki Bożej Nieustającej Pomocy odbywają się Międzynarodowe Koncerty Organowe. W gmachu Szkoły Podstawowej nr 10 zazwyczaj odbywał się tarnobrzeski finał Wielkiej Orkiestry Świątecznej Pomocy, tam też mieścił się główny sztab WOŚP (obecnie jest to pl. Bartosza Głowackiego i Zespół Szkół Ogólnokształcących przy ul. Jachowicza). W okolicach odpustu parafii serbinowskiej (27 czerwca), na terenie boiska tej samej szkoły odbywa się coroczne święto parafii Familiada.

## Sport
Przy parafii katolickiej powstał w 1993 r. klub sportowy „Wspólnota”. Od 1994 r. organizowany jest 1 stycznia Bieg Noworoczny.